# Angar l'urlatore
Angar l'urlatore (Angar The Screamer) il cui vero nome è David Alan Angar, conosciuto anche come Scream, è un personaggio dei fumetti, creato da Steve Gerber (testi), Gene Colan (disegni) e John Tartaglione (schizzi) pubblicata dalla Marvel Comics. La sua prima apparizione avviene in Daredevil (vol. 1) n. 100 (giugno 1973).

## Biografia del personaggio

### Origini
Nato a San Francisco, California, David A. Angar divenne un hippie e un attivista sociale radicale, che si sottopone volontariamente a un esperimento dell'avvocato Kerwin J. Broderick che, tramite un macchinario costruito su Titano e fornitogli da Dragoluna, bombarda le corde vocali dell'uomo con l'"ipersuono" fornendogli superpoteri come l'urlo sonico, la capacità di provocare allucinazioni e perfino di provocare perdite di memoria col solo ausilio della propria voce.
Sebbene Dragoluna intendesse usare Angar come alleato contro Thanos il titano folle, Broderick decide invece di assoldarlo come assassino incaricandolo di uccidere Devil e la Vedova Nera; tuttavia, oltre a manifestare la tendenza ad attaccare dei civili senza motivo, Angar viene facilmente sconfitto dai due e, in seguito, intraprende la carriera di supercriminale combattendo vari altri eroi.
Successivamente ha una relazione con Mimi Spaventia, dotata di poteri simili ai suoi ma, poco dopo, nel corso di una rapina, viene ferito mortalmente da un colpo d'arma da fuoco e muore tra le braccia della compagna che, disperata, urla per oltre un'ora fino a distruggersi la laringe.

### Scream
Dopo che la donna entra nei Thunderbolts del Barone Zemo, che le fa ricostruire la laringe da Fixer, quest'ultimo prende in consegna anche il corpo di Angar per compiere degli esperimenti su di lui resuscitandolo sotto forma dell'essere di puro suono noto come Scream, che diviene parte dei Redeemers.
Scream non mostra né emozioni né intelligenza limitandosi a obbedire agli ordini e, dopo aver affrontato Graviton assieme ai Redeemers, mentre molti dei suoi compagni rimangono uccisi, egli viene disperso riuscendo a ricostruirsi solo diverso tempo dopo grazie all'energia dell'ex-compagna, ora nota come Songbird; sebbene tale processo lo renda folle e pericoloso fino al punto che Songbird, riconosciutolo all'ultimo momento, è costretta a eliminarlo una volta per tutte ponendo fine alle sue sofferenze.
In seguito alla distruzione e rinascita del multiverso Angar viene riportato in vita come membro dei Rivendicatori del Creatore.

## Poteri e abilità
Angar l'urlatore, è in grado di urlare a un livello superumano, raggiungendo frequenze tanto elevate da assordare e causare danni permanenti all'udito di chi lo circonda. Inoltre è in grado di servirsi della sua voce per agire sul sistema nervoso dei suoi nemici, ad esempio tramite l'induzione di allucinazioni (generalmente basate su violenza o tragedia) o provocando momentanee amnesie mostrando inoltre di essere immune ai suoi stessi poteri.
Dopo essere stato resuscitato come Scream, Angar diviene un essere di suono solido, cosa che gli permette di vivere senza bisogno di mangiare, dormire o respirare, ma necessitando comunque dell'aria come mezzo di trasmissione. Tale costituzione lo rende inoltre completamente immune ai danni fisici, capace di ricostruirsi qualora disperso, di volare e manipolare il suono intorno a lui per disorientare gli avversari o servirsene come arma concussiva ma, a dispetto di tutto ciò, è incapace di parlare e apparentemente privo di mente.

## Altri media

### Televisione
- David A. Angar, interpretato da Jeff Daniel Phillips, compare nella serie televisiva Agents of S.H.I.E.L.D.[11]. In tale versione è un uomo che, dopo essersi sottoposto a un trattamento sperimentale per debellare un cancro alla gola, ha sviluppato capacità vocali tali da indurre catatonia al minimo sussurro, cosa che lo porta ad essere prima imprigionato dallo S.H.I.E.L.D. e poi liberato da Cal per aiutarlo a vendicarsi, finendo per essere tuttavia ricatturato poco dopo.

### Videogiochi
- Angar l'urlatore ha un cameo indiretto nel videogioco Marvel: Avengers Alliance, ucciso in un rituale del Circolo degli Otto.